# Aurelianiidae
Aurelianiidae is een familie uit de orde van de zeeanemonen (Actiniaria). De familie is voor het eerst wetenschappelijk beschreven door Andres in 1883. De familie omvat 3 geslachten en 7 soorten.